# Elizabeth Taylor
Dame Elizabeth Rosemond Taylor (født 27. februar 1932, død 23. marts 2011) var en britisk/amerikansk skuespillerinde der regnes for at være en af de største kvindelige filmstjerner nogensinde. Hun vandt to oscars og opnåede ikonstatus som en af de smukkeste skuespillerinder gennem tiderne.

## Tidlige liv og karriere
Elizabeth Taylor blev født i Hampstead, London, som det andet barn af Francis Lenn Taylor og Sara Viola Warmbrodt der var amerikanere bosat i England. Hendes ældre bror er Howard Taylor (født 1929). Hun var opkaldt efter sin farmor. Selvom hun ofte omtaltes som "Liz", var hun ikke glad for dette kælenavn. 
Hun blev født med amerikansk statsborgerskab, men blev senere britisk statsborger, da hun giftede sig med Richard Burton. Begge hendes amerikanske forældre var oprindeligt fra Arkansas City, Kansas. Hendes far var kunsthandler og hendes mor var tidligere skuespiller med kunstnernavnet Sara Sothern. Sara opgav sin skuespillerkarriere da hun giftede sig med Francis Taylor i 1926 i New York. Familien tog tilbage til USA, da Storbritannien gik ind i 2. verdenskrig. Moderen tog først af sted med børnene, mens faderen blev i London for at afslutte sine forretninger. Derefter bosatte de sig i Los Angeles, Californien, hvor Elizabeths familie på moderens side (med efternavnet Warmbrodt) boede.
I en alder af tre år, mens familien stadig boede i England, begyndte Elizabeth at gå til ballet. Da hun var 9 år gammel fik hun sin første filmrolle hos filmselskabet Universal Studios. De opgav dog hendes kontrakt, og hun kom i stedet til filmselskabet Metro-Goldwyn-Mayer (MGM). Hendes første film hos MGM var Lassie vender hjem (Lassie Come Home, 1943). Herefter fulgte et par andre film og var blandt andet lånt ud til 20th Century Fox. I 1944 gav hovedrollen i filmen National Velvet hende status som barnestjerne. I filmen spillede hun over for Mickey Rooney og havde rollen som Velvet Brown, en ung pige, der træner en hest for at vinde løbet Grand National. National Velvet var en kæmpe succes og indtjente mere end 4 millioner dollars i billetindtægter. Elizabeth underskrev derefter en langtidskontrakt med MGM.

## Voksenkarriere og ægteskaber
Elizabeth Taylor blev nomineret til oscars for Det gyldne træ (Raintree County, 1957), hvor hun spillede overfor Montgomery Clift; Kat på et varmt bliktag (Cat on a Hot Tin Roof, 1958) overfor Paul Newman samt for Pludselig sidste sommer (Suddenly, Last Summer, 1959) overfor Clift, Katharine Hepburn og Mercedes McCambridge.
Ved oscaruddelingen i 1961 vandt hun endelig en oscar for bedste kvindelige hovedrolle for sin præstation i Ikke for penge (Butterfield 8, 1960), hvor hun spillede sammen med sin daværende mand Eddie Fisher. Seks år senere vandt hun ligeledes en oscar for hovedrollen i Hvem er bange for Virginia Woolf? (Who's Afraid of Virginia Woolf, 1966), hvor hendes medspiller var hendes daværende mand Richard Burton. 
I 1963 blev hun den højest betalte filmstjerne, da hun fik 1 million dollars for titelrollen i den overdådige produktion af Cleopatra hos 20th Century Fox. Det var under indspilningerne til denne film, at hun for første gang arbejdede sammen med sin kommende mand, Richard Burton, der spillede Markus Antonius. Filmmagasiner, datidens sensationspresse, slog sig rigtig løs, da Taylor og Burton, der begge var gift med andre, indledte en affære under optagelserne.
I romantiske forviklinger, der fik sladderen til at gå verden over, byttede Taylor sin mand Eddie Fisher ud med Burton, kun kort tid efter, at Fisher havde forladt sin kone Debbie Reynolds til fordel for Taylor. Flere år senere omtalte Burton det som "la scandale". Episoden cementerede Taylors omdømme som en mørk, hypnotisk femme fatale (som blev fordømt af Vatikanet), hjalp Reynolds karriere som en blond "all-American sweetheart", og løftede Burton frem i forreste række blandt tidens filmstjerner. Det var tilsyneladende kun Taylors eks-mand, Eddie Fisher, der intet fik ud af kaskaden af gratis reklame.
Elizabeth Taylor var gift otte gange med syv forskellige mænd:
- Hotelarvingen Conrad Hilton, Jr fra 6. maj 1950 til 29. januar 1951 (skilt)
- Michael Wilding fra 21. februar 1952 til 26. januar 1957 (skilt)
- Producer Mike Todd fra 2. februar 1957 til 22. marts 1958 (enke)
- Eddie Fisher fra 12. maj 1959 til 6. marts 1964 (skilt)
- Richard Burton fra 15. marts 1964 til 26. juni 1974 (skilt)
- Richard Burton igen fra 10. oktober 1975 til 29. juli 1976 (skilt)
- Senator John Warner fra 4. december 1976 til 7. november 1982 (skilt)
- Teamster construction-equipment operator Larry Fortensky fra 6. oktober 1991 til 31. oktober 1996 (skilt)

Elizabeth Taylor fik to sønner med Michael Wilding: Michael Howard Wilding (født 6. januar 1953) og Christopher Edward Wilding (født 27. februar 1955). Hun fik en datter med Mike Todd: Elizabeth Frances Todd, kaldet "Liza" (født 6. august 1957). Og i 1964 igangsatte hun og Eddie Fisher adoption af en datter, som Burton senere adopterede, Maria Burton (født 1. august 1961). 
Da hun blev gift med Fisher konverterede Elizabeth Taylor til reformistisk jødedom (hun var født ind i Christian Science religionen), og derefter forblev hun jødisk og omtalte sig selv som sådan flere gange. I sin bog Elizabeth Takes Off skriver hun, "Det [konverteringen til jødedom] havde absolut intet at gøre med mit tidligere ægteskab med Mike [Todd] eller mit forestående ægteskab med Eddie Fisher, der begge var jøder. Det var noget jeg i lang tid gerne havde villet gøre." 
Hun havde flere roller på tv, heriblandt en tv-film med hendes mand Richard Burton med titlen Divorce His – Divorce Hers. I 1985 spillede hun en sladderklummeskribent Louella Parsons i Malice in Wonderland overfor Jane Alexander, der spillede Hedda Hopper. Hun medvirkede samme år i tv-miniserien Nord og Syd (North and South). I 2001 spillede hun overfor bl.a. Debbie Reynolds i These Old Broads. Hun medvirkede i en række andre tv-serier som General Hospital, All My Children og The Simpsons (en gang som sig selv og en gang som Maggies stemme).
Taylor spillede også teater og fik sine Broadway og West End debuter i 1982 med Lillian Hellmans The Little Foxes. Derefter var hun med i en opsætning af Noel Cowards Private Lives (1983), hvor hun spillede overfor sin eks-mand, Richard Burton.